# Ghiacciaio Finley
Il ghiacciaio Finley è un ghiacciaio lungo circa 12 km, situato nella parte nord-occidentale della Dipendenza di Ross, nell'Antartide orientale. Il ghiacciaio, il cui punto più alto si trova a circa 1700 m s.l.m., si trova sulla costa di Borchgrevink, nella regione centro-meridionale delle dorsale dell'Alpinista, da dove fluisce verso nord-est, partendo dal versante settentrionale del monte Monteagle fino a unire il proprio flusso a quello del ghiacciaio Icebreaker.

## Storia
Il ghiacciaio Finley è stato mappato da membri dello United States Geological Survey (USGS) grazie a fotografie aeree scattate dalla marina militare statunitense nel periodo 1960-64, e così battezzato dal Comitato consultivo dei nomi antartici in onore di Russell H. Finley, un aviatore aiutante del nostromo facente parte della squadriglia VX-6 durante le operazioni Deep Freeze del 1966, del 1967 e del 1968.